# Jana Baumeister
Jana Baumeister (* 1988 in Herrenberg) ist eine deutsche Opern- und Konzertsängerin in der Stimmlage Sopran.

## Leben
Jana Baumeister studierte bei Arno Leicht an der Hochschule für Musik Nürnberg und anschließend bei Hedwig Fassbender an der Hochschule für Musik und Darstellende Kunst Frankfurt am Main. Meisterkurse bei Brigitte Fassbaender, Margreet Honig, Frieder Bernius, Helmut Deutsch und Klesie Kelly-Moog ergänzten ihre Studien, die sie 2014 mit Auszeichnung abschloss. Seit der Spielzeit 2014/2015 ist sie festes Ensemblemitglied am Staatstheater Darmstadt und trat dort in Rollen des lyrischen Sopranfachs auf, u. a. als Gretel in Hänsel und Gretel, als Ännchen in Der Freischütz, als Füchslein Schlaukopf in Das schlaue Füchslein und als Despina in Così fan tutte. Weitere Rollendebüts an diesem Haus waren die Susanna in Le nozze di Figaro (Oktober 2017), die Pamina in Die Zauberflöte (Oktober 2018) und die Liù in Turandot (September 2019).
Im Juli 2017 stellte sie in der Premierenbesetzung von Carmen bei den Bregenzer Festspielen 2017 die Rolle der Frasquita dar.
Im Jahr 2024 sang Baumeister die Titelrolle in der Uraufführung der deutschsprachigen Übersetzung von Pierangelo Valtinonis Il piccolo principe.

## Preise und Auszeichnungen
Erster Preis beim Bundeswettbewerb Gesang 2016

## Repertoire

### Oper
An namhaften Opernhäusern bzw. bei bedeutenden Festivals stellte Jana Baumeister u. a. die folgenden Rollen dar:
- Ännchen (Der Freischütz)
- Der kleine Prinz (Der kleine Prinz)
- Despina (Così fan tutte)
- Diana (La Calisto)
- Frasquita (Carmen)
- Füchslein Schlaukopf (Das schlaue Füchslein)
- Gretel (Hänsel und Gretel)
- Siébel (Faust)
- Susanna (Le nozze di Figaro)
- Liù (Turandot)

### Konzert
- Johann Sebastian Bach, H-Moll Messe[9]
- Lieder mit Klavierbegleitung u. a. von Alban Berg, Gabriel Fauré, Robert Schumann[10]

## Diskografie
- Georges Bizet: Carmen. Live-Aufnahme von den Bregenzer Festspielen 2017 mit Jana Baumeister als Frasquita. Regie: Kasper Holten. Wiener Symphoniker unter Paolo Carignani. Als DVD erschienen bei CMajor, August 2017.
- Fanny Hensel: Lieder auf Unerhört! Begegnungen mit Komponistinnen. Mit Jana Baumeister, Georg Festl, Cathrin Lange, Solgerd Isalv, Juliana Zara. Klavier: Jan Croonenbroeck, Giacomo Marignani, Irina Skhirtladze, Neil Valenta, Alice Zorzit. Staatstheater Darmstadt, 2023.